# Foedus Cassianum
Foedus Cassianum var enligt sägnerna den traktat som skapade alliansen mellan romerska republiken och latinska förbundet efter slaget vid Regillus år 498 f.Kr.
I samband med Roms första traktat med karthagerna listade romarna staden Roms omgivande landsbygd som del av sitt territorium. Det latinska förbundet motsatte sig detta, vilket ledde till det krig som romarna vann i och med slaget vid Regillus. Traktaten, som var romarnas första foedus, fastslog freden och dess villkor. Enligt fördraget (493 f.Kr.) skulle Rom och de trettio latinska städerna ses som två autonoma enheter. Foedus Cassianum är uppkallat efter den romerske konsuln, Spurius Cassius Viscellinus, som också lär vara den som förhandlade traktatens villkor.
Fördraget innehöll inte bara en stipulation om fred mellan de två parterna, utan även en överenskommelse om att romarna och latinarna tillsammans skulle strida mot de italiska folkstammarna om de blev angripna. En annan viktig punkt var att romarna och latinarna skulle dela på krigsbyten, något som indirekt skulle bidra till upprinnelsen av bundsförvantskriget åtskilliga hundra år senare, eftersom det gav latinarna en särställning i förhållande till andra italiska folk. 
Fördraget bidrog i hög utsträckning till att stärka Rom, eftersom den förstärkte romerska republikens militära styrka, och på så sätt bidrog till att Rom kunde expandera över apenninska halvön. Fördraget förnyades år 385 f.Kr., men romarna bröt kort därefter mot traktaten vilket ledde till latinska kriget. Vid denna tidpunkt förlorade också Foedus Cassianum sin betydelse.